# Federal Protection
Federal Protection è un film del 2001 diretto da Anthony Hickox e prodotta dalla Promark Entertainment Group con Armand Assante e Angela Featherstone.

## Distribuzione
In Italia il film è stato trasmesso in prima visione TV il 20 gennaio 2007 su Rete 4 e poi successivamente ritrasmesso su Iris, Rai 4 e sul circuito nazionale 7 Gold.